# Un canto nel deserto
Un canto nel deserto è un film del 1959, diretto da Marino Girolami.